# ドゥラス州
ドゥラス州（アルバニア語: Qarku i Durrësit、英語: Durrës County）は、アルバニアの州である。州都はドゥラスである。面積は765.93平方キロメートル、人口は314,862人(2008年)。アドリア海に面する海岸線を持つ。レジャ州・ディブラ州・ティラナ州と州境を接している。

## 下部行政区画
- ドゥラス県
- クルヤ県

## ドゥラス州を舞台にした作品
- アンドレアス・イスキエルド『アルバニア人の王』（König von Albanien）

## 関連項目

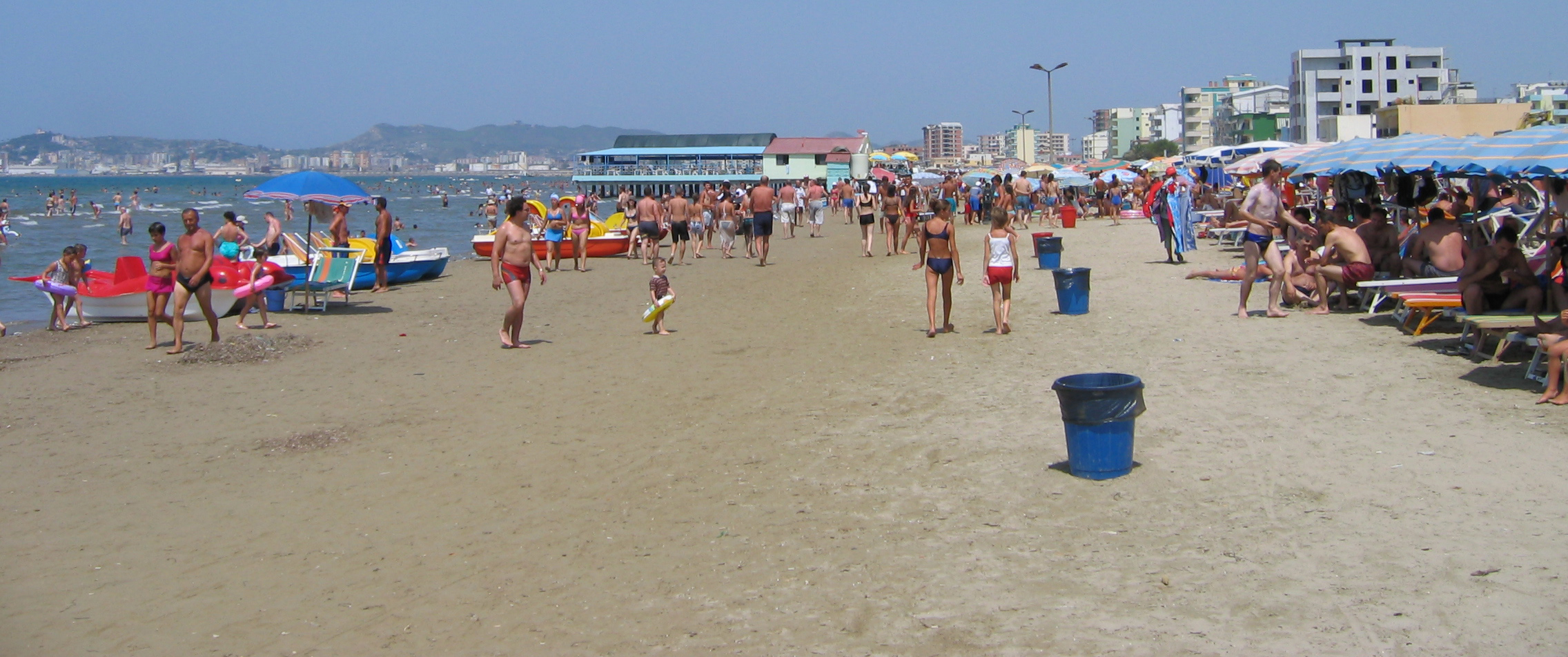
ドゥラス付近の海岸